# Клувии
Клу́вии (лат. Cluvii) — плебейский род поздней Римской Республики и периода принципата, происходивший из Кампании. Его представители занимали, в основном, государственные должности среднего звена. Из наиболее заметных ветвей данного рода можно выделить Саксул и Руфов.

## Самые известные Клувии
- Гай Клувий Саксула, первый представитель рода, достигший претуры в 178/175 и 173 годах до н. э.;
- Спурий Клувий, претор 172 до н. э., наместник провинции Сардиния;
- Гай Клувий, претор около 105 года до н. э. и наместник Македонии или Азии в следующем году[1];
- Гай Клувий, монетный триумвир 45 года до н. э. в Испании и наместник Цизальпийской Галлии в 45—44 годах. Цезарианец;
- Гай Клувий Руф, консул Римской империи в 41, затем избран консулом-суффектом в 45 гг., наместник Тарраконской Испании в 68 году. Приближённый к императорам Нерону и Вителлию. Известный историк;
- Марк Клувий Руф, консул-суффект 45 года и губернатор Испании при Гальбе в 69 году[2][3][4][5][6].